# Attimi e momenti
Attimi e momenti è il primo album inciso dal cantautore italiano Francesco Renzi, pubblicato nel 2007.

## Descrizione
- Etichetta e distribuzione discografica OP Music.

- Programmazione della B.S. RECORD.

- Arrangiamenti e direzione artistica del M° Bruno Gallo.

- Produzione a cura del Mº Bruno Gallo, che ha curato la composizione di testi, musiche ed arrangiamenti delle prime otto tracce, eccetto la n° 2, Ricominciamo, scritta dal cantautore Luigi Bollito, in arte Luis Navarro.

- Mixer editing di Salvatore Petrone Midi Sound Studio.

- La traccia n° 9, Stai sbaglianne, è stata composta da Francesco Renzi e scritta da D. Abbate.

## Registrazione
- Batteria: Davide Ferrante
- Chitarre: Mario Flaminio
- Basso: Emilio
- Sax: Mario Fusco
- Cori: Angela, Sabrina, Livio

## Tracce
1. Jeans e 'na maglietta - 3.44 (B. Gallo)
2. Ricominciamo - 3.19 (L. Bollito - B. Gallo)
3. Innamorato di lei - 3.19 (A. Abbruzzese - P. Russo)
4. Luntane a te - 4.22 (B. Gallo)
5. Non piangere più - 4.10 (B. Gallo)
6. 'A primma vota 'nsieme - 2.55 (T. Abbruzzese - P. Russo)   # Chillo ossai ce tene - 2.59 (T. Abbruzzese - P. Russo)
7. 'E guaglione 'e sta città - 2.53 (A. Abbruzzese - P. Russo)
8. Stai sbaglianne - 3.02 (D. Abbate - B. Gallo)